# Joaquín de Alba
Joaquín de Alba (Cádiz, España, 15 de abril de 1912 - Palma del Río, Córdoba, España, 5 de noviembre de 1983), fue un pintor, dibujante y caricaturista político que publicó su obra bajo el seudónimo de Kin en España y el apellido De Alba en Estados Unidos.

## Trayectoria profesional
La España de la Segunda República, seguida de la Guerra Civil y de los primeros años de dictadura del general Francisco Franco, es el marco en que Joaquín de Alba, Kin, desarrolla su profesión hasta el año 1954.
Comenzó publicando sus primeros dibujos, a partir de 1926, en el diario ABC de Sevilla.

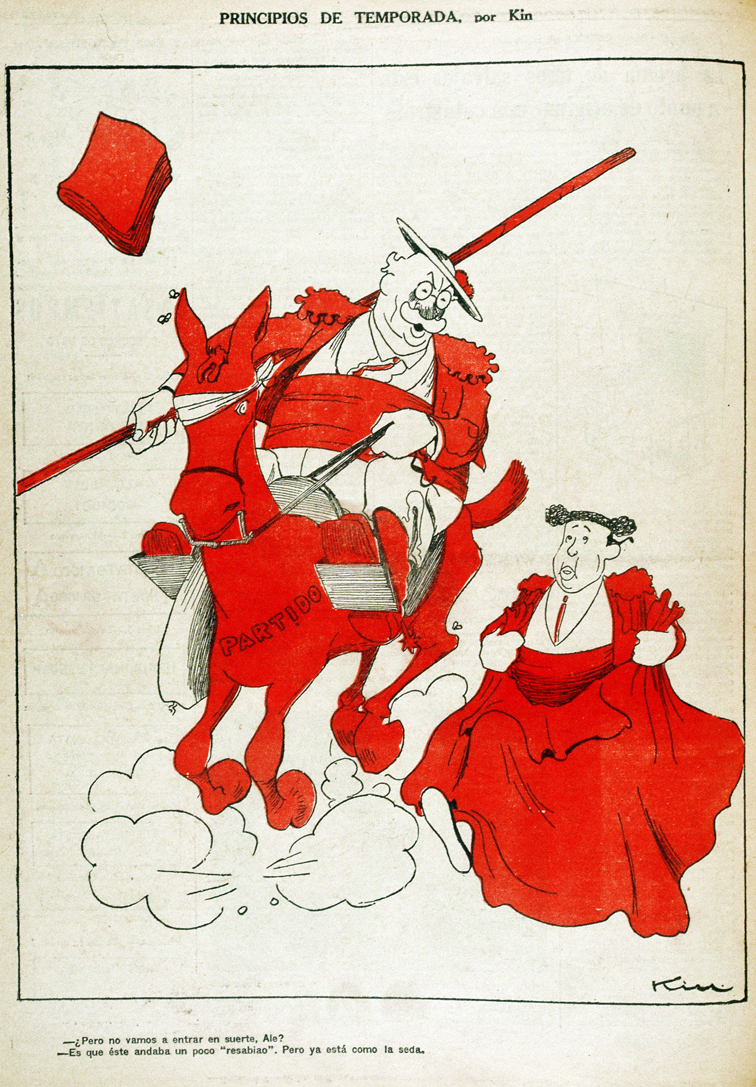
Joaquín de Alba, Kin, Gracia y Justicia:
José María Gil Robles y Alejandro Lerroux, como primer espada y picador, salen al ruedo político tras un período de ausencia.

### Segunda República Española
Durante la Segunda República, su labor periodística se inició en octubre de 1931, con 19 años de edad, publicando sus caricaturas en la revista semanal de humor político Gracia y Justicia y en el diario La Nación, que dirigía Manuel Delgado Barreto.
En abril de 1932 fue procesado y declarado en libertad condicional por disposición del ministro de Justicia Álvaro de Albornoz, que creyó verse aludido en una caricatura relativa a los carnavales de aquel año, obteniendo sentencia absolutoria en julio del siguiente año, 1933.
Tras el cierre de la revista Gracia y Justicia, el 15 de febrero de 1936, por disposición del gobierno del Frente Popular, y la quema del diario La Nación, el 13 de marzo del mismo año, como represalia por el atentado contra el catedrático socialista Luis Jiménez de Asúa, el 11 de mayo pasa a publicar en el diario de tradición monárquica liberal La Época, y el 10 de julio en la revista El Mentidero.

### Guerra Civil Española
La guerra civil le sorprende en Madrid, siendo recluido, a primeros de agosto de 1936, en la cárcel de San Antón, en la calle de Hortaleza, por un grupo de milicianos. Tras un mes de reclusión, a primeros de septiembre es liberado por la mediación de su hermano Nicolás de Alba Santizo, militante del Partido Comunista y dirigente de UGT. Hubo nuevos intentos de detención, por lo que en junio de 1937 abandona Madrid por la sierra de Ávila, pasando a Salamanca el día 1º de julio.

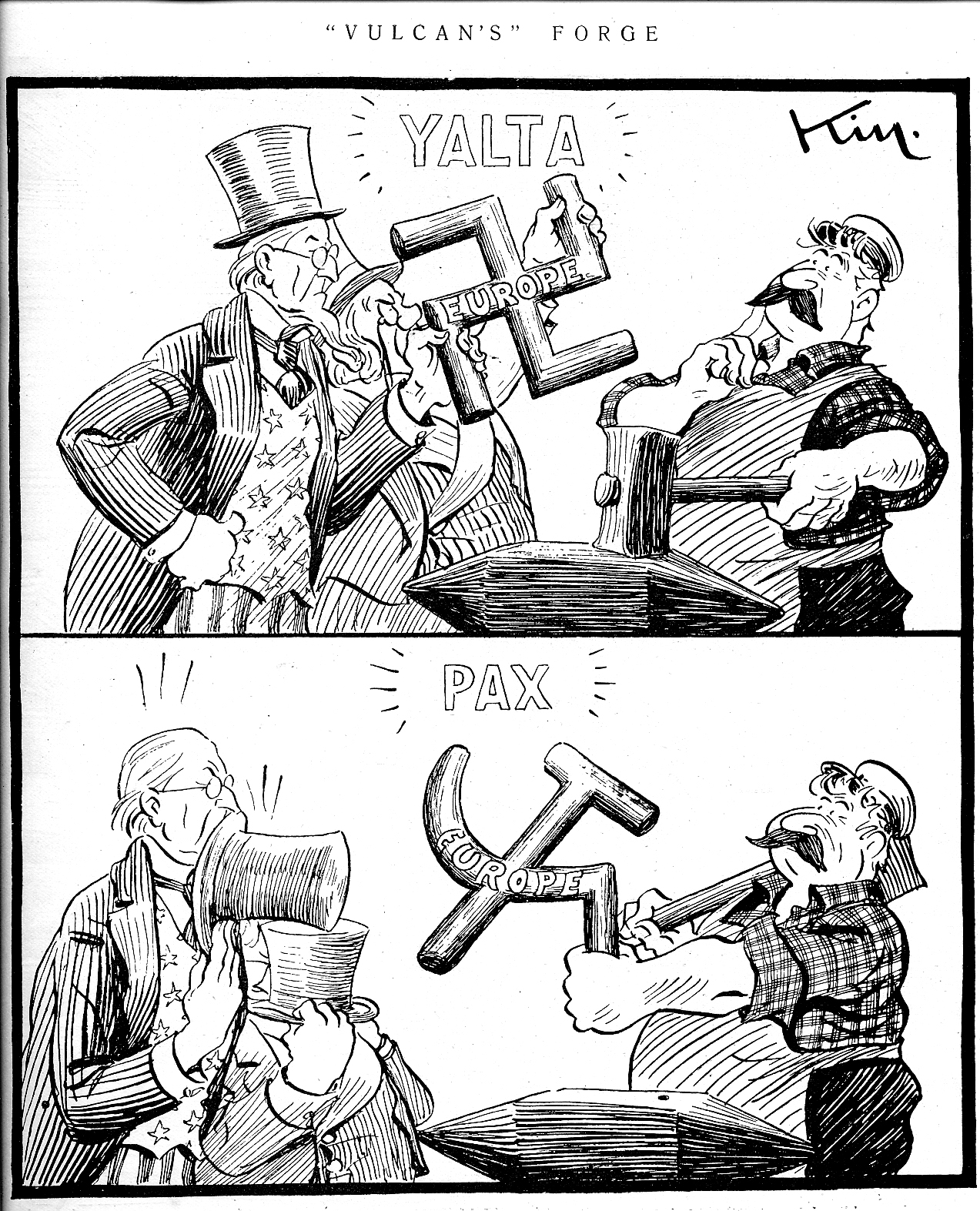
Joaquín de Alba, Kin, This Peace:
En Yalta, Stalin, a modo de dios Vulcano, recibe del tío Sam y de John Bull la Europa de la cruz gamada nazi y la transforma en la Europa de la hoz y el martillo comunista.

Entre 1937 y 1939 colabora en el Servicio de Prensa y Propaganda, en Salamanca, bajo la dependencia de Dionisio Ridruejo, junto con artistas como Agustín Segura, Carlos Sáenz de Tejada, Joaquín Valverde Lasarte, Teodoro Delgado o  José Romero Escassi, así como en el diario El Norte de Castilla, de Valladolid.

### Posguerra
A partir de 1939 pasa a colaborar, como ilustrador, para la editorial Ediciones Españolas, S. A., con sede en la calle Almagro número 40, donde también trabajaban Joaquín Valverde Lasarte, Carlos Sáenz de Tejada y Agustín Segura, entre otros.
Los principales títulos salidos de tal colaboración serían Historia de la Cruzada Española, de Joaquín Arrarás, cuya dirección artística correspondía a Carlos Sáenz de Tejada, las Memorias Íntimas de Azaña, con anotaciones también de Arrarás e ilustraciones de Kin.
La colección que, bajo el título de La Novela del Sábado, publicaba Ediciones Españolas, iniciada en 1939, al precio de 1 peseta por ejemplar, contaba con publicaciones de Felipe Sassone, Enrique Larreta, Emilio Carrere, José María Salaverría, Samuel Ros, Tono y Mihura, Luis Astrana Marín, Jacinto Benavente, Francisco de Cossío, Guillermo Fernández Shaw, y José del Río Sainz, entre otros. Como ilustradores, figuraban Carlos Sáenz de Tejada, Herreros, K-Hito y Kin.

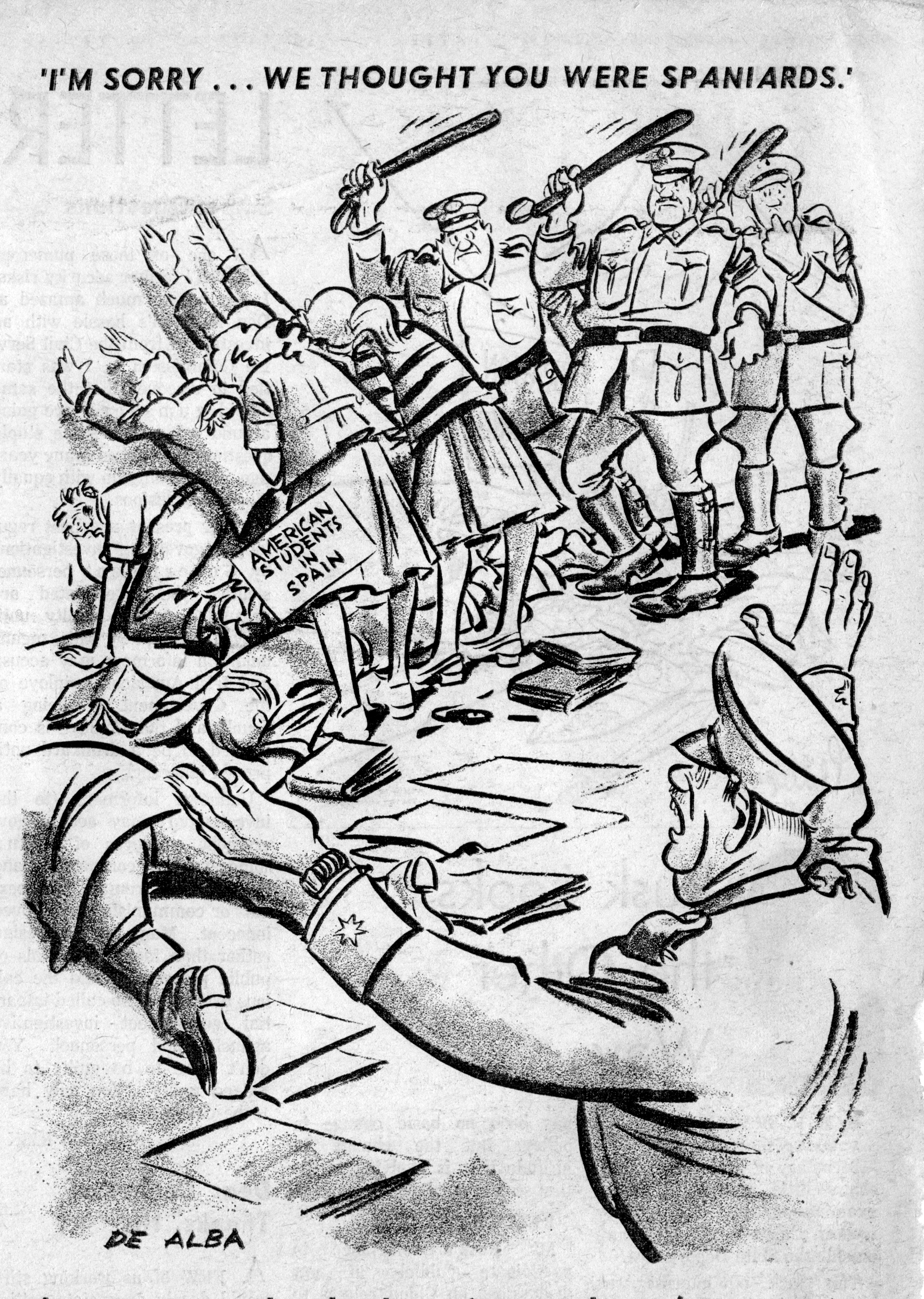
De Alba. The Washington Daily News.
El oficial de policía, a los estudiantes estadounidenses represaliados en Madrid: «Lo siento. Creímos que ustedes eran españoles.»

Su labor como caricaturista político, durante los años del franquismo de posguerra, se desarrolla, entre 1940 y 1951, en el diario Arriba, dirigido por Xavier de Echarri Gamundi, y en la cadena de Prensa del Movimiento, siendo Lucio del Álamo Urrutia su Delegado Nacional.
En mayo de 1952, pasa a publicar en el diario vespertino Madrid, dirigido por Juan Pujol Martínez.

### Etapa estadounidense

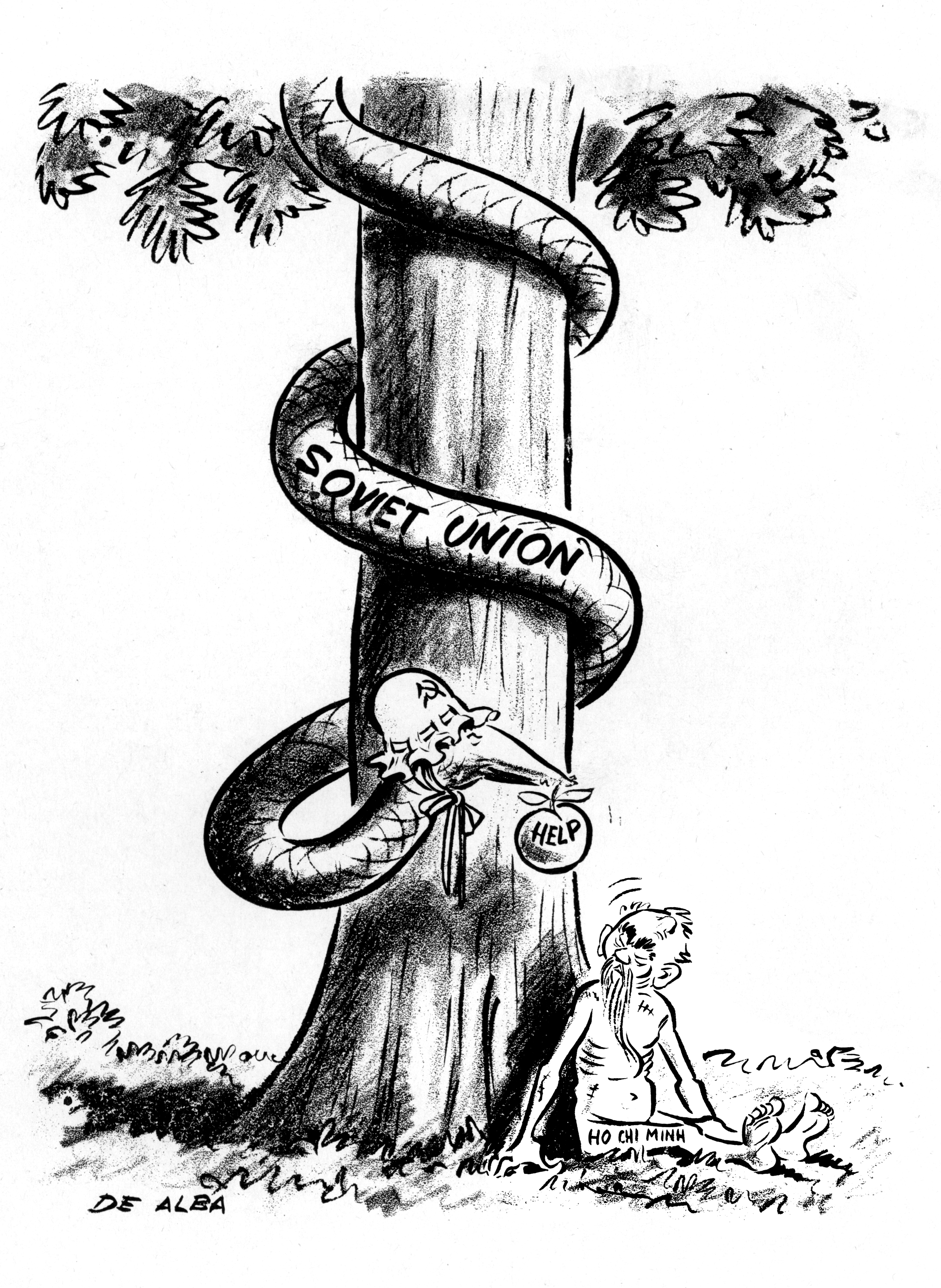
De Alba, The Washington Daily News:
Hồ Chí Minh, líder de Vietnam del Norte, cuestiona la oferta de ayuda de la Unión Soviética durante la guerra de Vietnam: «¿Cuál es el precio de la manzana?»

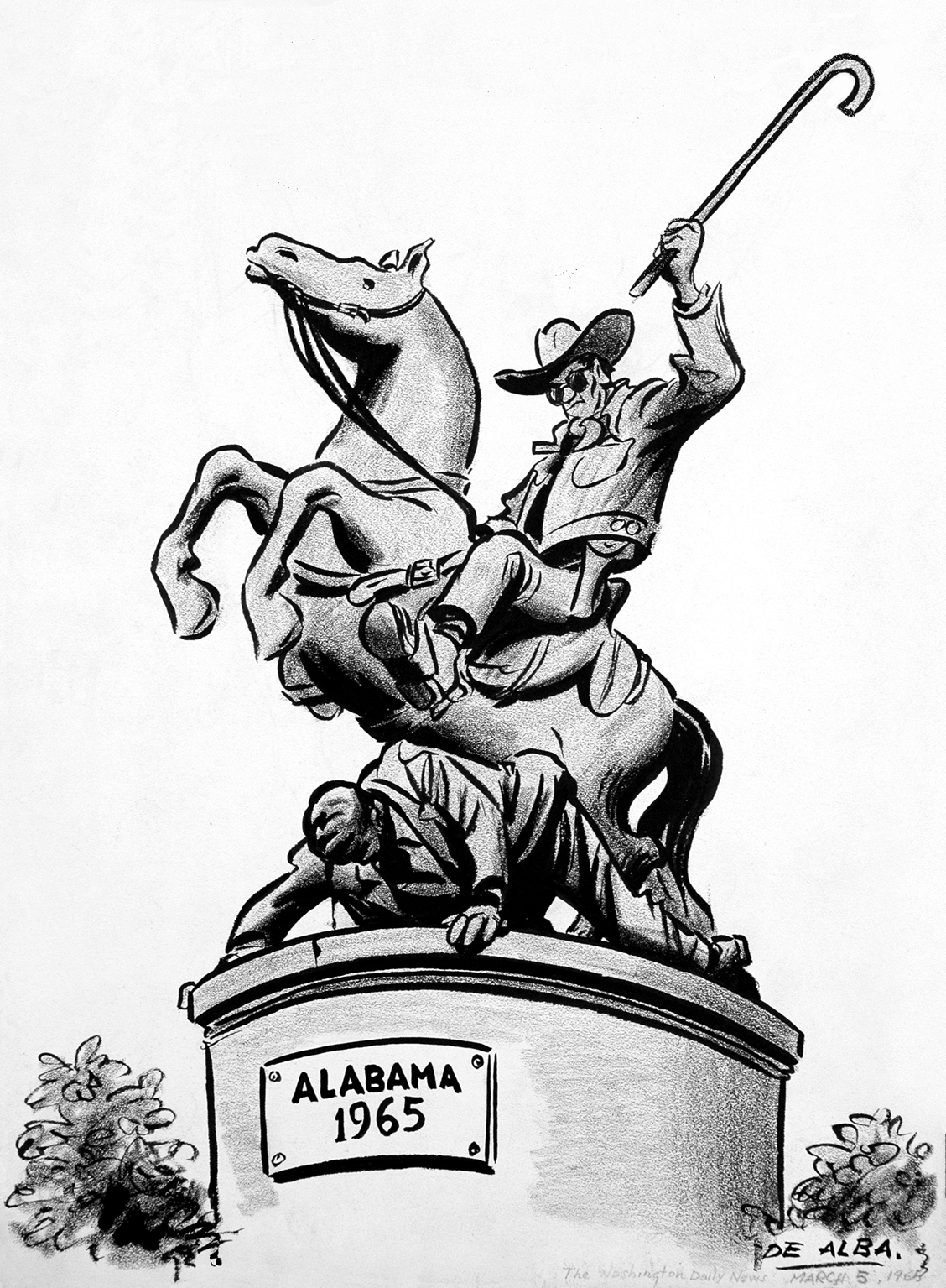
De Alba, The Washington Daily News:
1965: En el estado de Alabama regido por el gobernador Wallace, frente a la brutal represión policial, es la población afroamericana la que asume una actitud heroica.

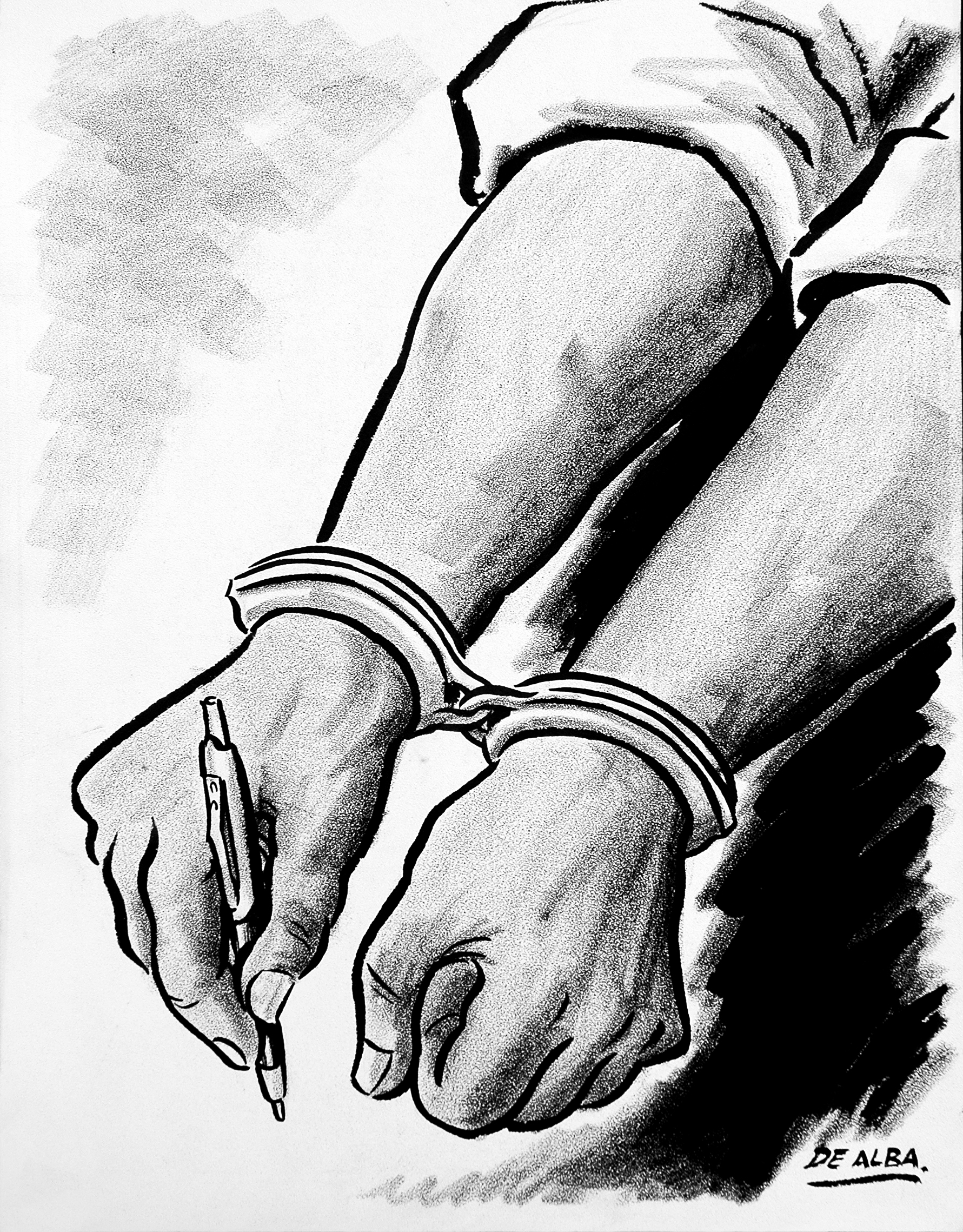
De Alba, The Washington Daily News:
Condiciones del voto de la población de color en el Estado de Alabama bajo el gobierno segregacionista de George Wallace.

En 1954, pasa a New York, Washington, D. C. y, de allí, a Santo Domingo, como profesor de colorido y composición en la recién creada Escuela de Bellas Artes, hoy Escuela Nacional de Artes Visuales (ENAV). En la capital dominicana cultivó intensamente el retrato al óleo.

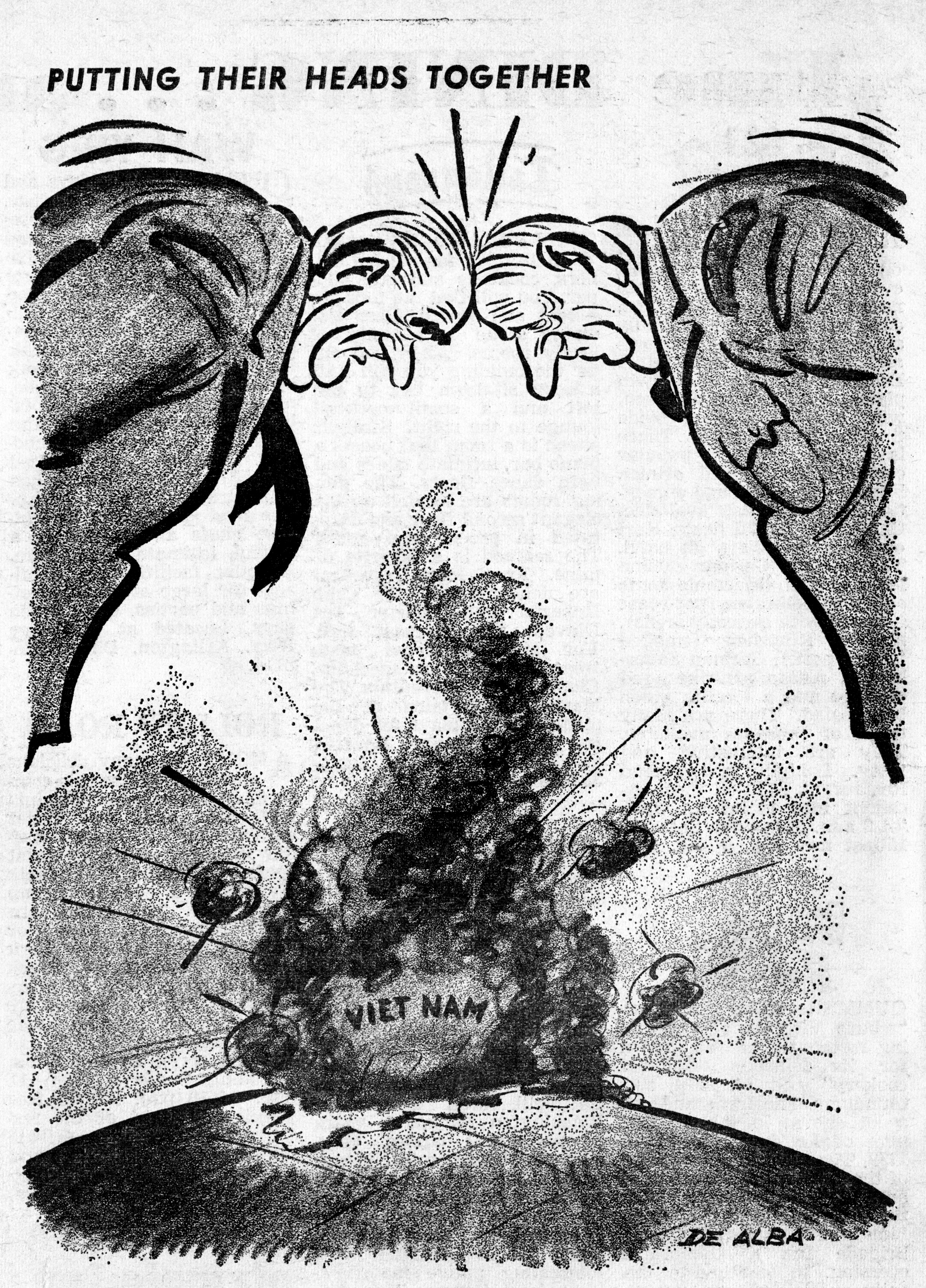
De Alba, The Washington Daily News:
Los presidentes Johnson y De Gaulle, aliados occidentales, chocan frontalmente en su postura ante la guerra de Vietnam.

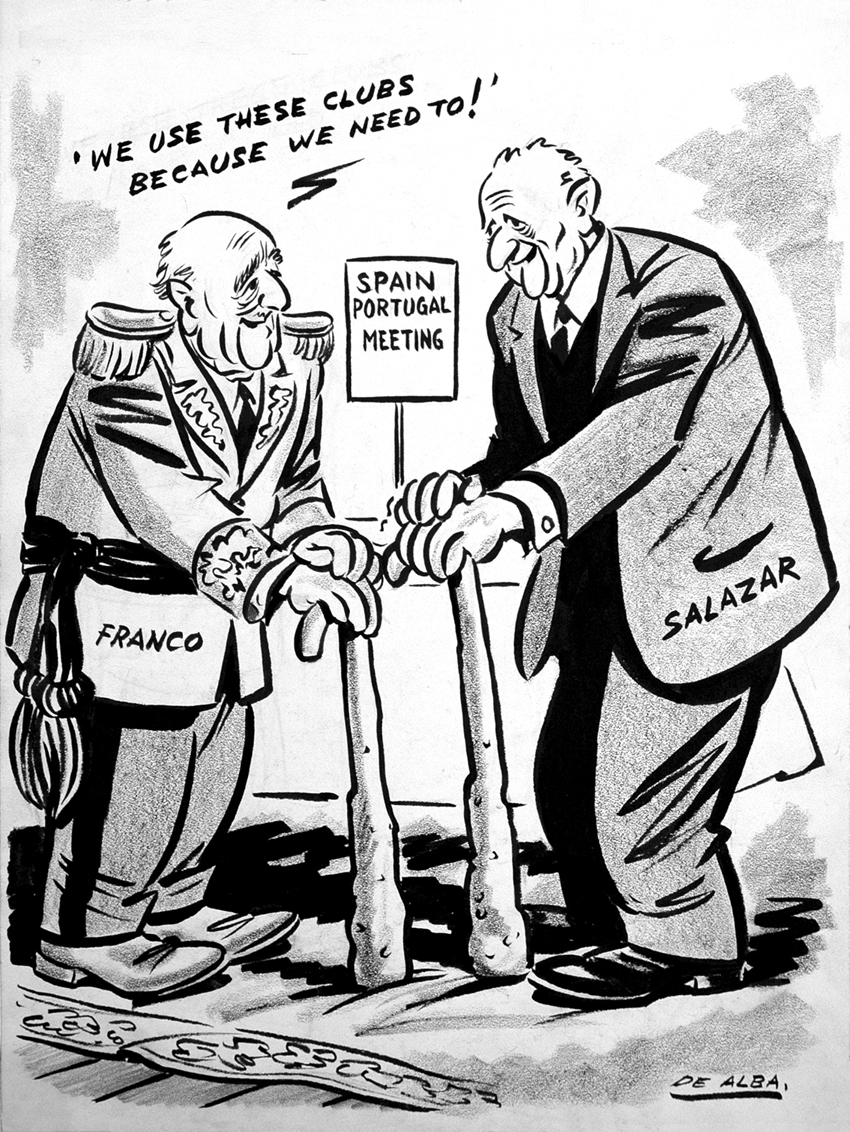
De Alba, The Washington Daily News:
Los ancianos dictadores de España y Portugal, Franco y Salazar, se reúnen en la frontera para dialogar: «Usamos estos garrotes porque lo necesitamos».

En 1960 regresa a Washington, D. C. como editorial cartoonist del diario The Washington Daily News, que dirigían John T. O'Rourke, como editor, y Nicholas Blatchford, como redactor jefe.
Es la década de ocho años de mandato demócrata, con los presidentes John F. Kennedy y Lyndon B. Johnson, precedidos por el republicano Dwight D. Eisenhower y seguidos por el también republicano Richard Nixon.
En 1965 el National Right to Work Committee le otorga su premio anual, por la publicación, en el Washington Daily News de octubre de 1965, de las dos mejores caricaturas del año.
En 1966 es nominado para el Premio Pulitzer de caricatura editorial, por la Universidad de Columbia, en Nueva York, «como ejemplo distinguido de trabajo como caricaturista en periódico de los Estados Unidos» y, aun cuando su condición de extranjero lo excluye de las bases del premio, el jurado lo selecciona y hace constar en la memoria correspondiente una nota apreciativa sobre Joaquín de Alba y sobre el estilo de los dibujantes europeos en general, que califica de "refrescante cambio de ritmo" con respecto del comentario estadounidense.
El presidente Lyndon B. Johnson solicita con frecuencia originales de caricaturas, con destino a la Biblioteca y Museo Presidencial de Lyndon B. Johnson, en  Austin, Texas.
En enero de 1969, próximo ya el relevo en la Presidencia de los Estados Unidos, la Casa Blanca dirige a Joaquín de Alba una carta de despedida, en la que le agradece su colaboración con la historia del mandato presidencial y le invita a seguir enviando caricaturas para la citada Biblioteca, como lo ha venido haciendo desde el año 1964.
La Biblioteca y Museo Johnson conserva un total de 72 originales de caricaturas políticas publicadas por Joaquín de Alba en el diario vespertino The Washington Daily News.

En 1970, Joaquín de Alba vuelve a la pintura. Trabaja en Nueva York, Puerto Rico y Caracas, hasta su definitivo regreso a España en 1978.
Fallece en Palma del Río el 5 de noviembre de 1983.

## Publicaciones en inglés
- De Alba, Joaquin (1969). Joaquin de Alba views. Violence in America. De Tocqueville's America Revisited. (Foreword by Chester Burger) (en inglés). Washington, D.C.: Acropolis Books.
- De Alba, Joaquin (1962). The Congressman’s Coloring Book (en inglés). Washington, D.C.: Hennage Lithograph.
- De Alba, Kin, Joaquín (1951). This Peace (Pórtico, Joaquín Arrarás) (en inglés). Madrid: Gráficas Valera, S. A.

## Publicaciones en español
- Albiñana, Dr. (Dibujos de Kin) (1934). La República Jurdana. Burgos: Imprenta El Financiero.
- Pabón, Jesús (Dibujos de Kin) (1939). Diez Figuras. Burgos: Ediciones RAYFE.
- Sassone, Felipe (Ilustraciones de Sáenz de Tejada, Herreros, K-Hito y Kin) (1940). Carlos V, Hombre Extraño. Madrid: La Novela del Sábado, nº 1.
- Arrarás, Joaquín (Ilustraciones de Kin) (1939). Memorias íntimas de Azaña. Madrid: Ediciones Españolas.